# System 246
Le System 246 est un système de jeux vidéo destiné aux salles d'arcade. Il a été créé par la société Namco en 2001 et a connu plusieurs évolutions : le System 256 et le Super System 256. Namco a également fabriqué des bornes d'arcades avec le System 147 et System 148, système d'arcade ayant aussi pour base la PlayStation 2,.

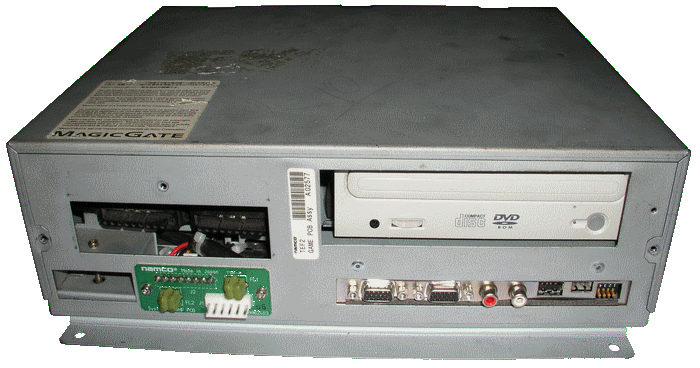
Un System 246

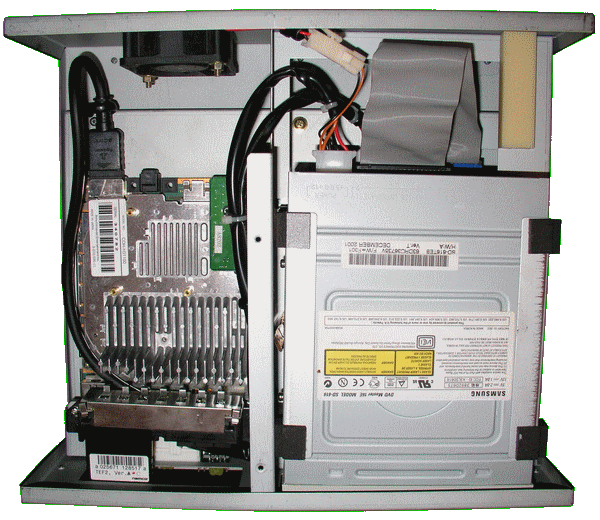
Intérieur d'un System 246

## Description
Ce système conçu par Namco est construit selon l'architecture d'un ordinateur personnel. C'est un PC, dont il servira à faire programmer des jeux (comme SoulCalibur II ou Gran Turismo 4 par exemple),.
Le hardware du PC est modifié et adapté aux besoins de Namco. Le support de jeu est le DVD, il fonctionne uniquement avec un dongle qui lui est propre et qui utilise la technologie USB. Le dongle doit être branché sur le port carte mémoire d'origine d'un PC.
Le System 246 est placé dans une cage métallique de finition et de qualité moyenne. La pcb comporte un gros radiateur ainsi qu'un ventilateur très bruyant pour le refroidissement qui ne figurent pas sur le PC. Sur l'avant, une mini-pcb est connectée sur laquelle se trouve une connectique pour y brancher une I/O Board, il est également possible de brancher le système en JVS. La vidéo est transmise par l'intermédiaire d'un câble VGA dont le branchement se fait sur la petite pcb frontale. La fréquence de rafraichissement de l'affichage peut être changée de 15 ou 31 kHz à l'aide d'un petit interrupteur situé au même endroit. Le son utilise le réseau d'origine et se connecte par l'intermédiaire d'un couple de prise RCA,.
Le système n'est pas zoné, il est possible de faire fonctionner tous les jeux sur n'importe quelle machine. Par contre, la nationalité du jeu se différencie en fonction du programme (le DVD) et du dongle. Le lecteur de DVD est un simple lecteur de PC, ce qui facilite le changement et réduit le coût de réparation si besoin. Mais tous les lecteurs sur le marché ne sont pas compatibles. Les lecteurs de la liste (non exhaustive) suivantes sont montés d'origine par Namco :
- Toshiba SD-M1612
- Samsung SD-616
- Samsung SD-M1802
- Samsung SD-816[7]

Le dongle contient une mémoire flash de 64MBit 3,3 V NAND (Fujitsu MBM30LV0064 ou Toshiba TC58V64FT ou Samsung K9F6408) et un USB Microsoft. Il accueille les programmes de décryptage, de protection et gère les changements de région, de langue et de titre. Il permet également sur certains jeux, d'ajouter ou d'enlever des options, ou des personnages.
Il existe deux révisions du System 246, le plus ancien est plus gros que le plus récent. La première version est incapable de faire fonctionner les jeux plus récents. La deuxième révision est composée d'une seule pcb custom accueillant le hardware PC, le reste du système étant standard.
Le System 256 est une évolution du System 246. C'est le même système avec des capacités supérieures. Les détails techniques précis ne sont pas encore connus. Là aussi, c'est une seule pcb custom plutôt qu'un PC d'origine montée avec une I/O Board. Le system 256 est rétro-compatible avec les jeux System 246, en déplaçant un jumper sur la carte mère. La différence entre ces systèmes se fait au niveau visuel où les graphismes sont de meilleure qualité.
Le Super System 256 est une évolution du System 256, offrant des capacités et des graphismes de qualité supérieure par rapport à son prédécesseur. Les détails techniques précis ne sont pas encore connus.
Ridge Racer V fut le premier jeu sorti sur le System 246. Tout comme le Naomi de Sega, ce système a été licencié de manière à permettre aux sociétés concurrentes de développer leurs propres jeux. Ainsi, on retrouve sur ce système des jeux tels que Battle Gear 3 ou Capcom Fighting Evolution.
Le System 147/148 a été utilisé par Namco dès 2005. Comme le système 246, System 256 et Super System 256, il est basé sur une architecture de type PC. Ils possèdent notamment une carte mère PC standard. Il n'y cependant qu'une seule connectique : 1 port USB,,.

## Spécifications techniques

### Processeur
x86 Intel "Pentium 4" :
- System Clock: 2,8 GHz
- System Memory: 32 MB Direct Rambus
- Memory Bus Bandwidth: 3.2 GB per second
- Co-Processor: FPU (Floating Point Multiply Accumulator x 1, Floating Point Divider x 1)
- Vector Units: VU0 and VU1 (Floating Point Multiply Accumulator x 9, Floating Point Divider x 1)
- Floating Point Performance: 6.2 GFLOPS
- 3D CG Geometric Transformation: 66 million Polygons Per Second
- Compressed Image Decoder: MPEG2

### Graphismes
- ATI "Radeon 9200SE" (upgradable jusqu'à Radeon X800XT)
- DRAM Bus bandwidth: 48 GB Per Second
- DRAM Bus width: 256 bits
- Pixel Configuration: RGB:Alpha:Z Buffer (24:8:32)
- Maximum Polygon Rate: 75 Million Polygons Per Second

### Son
" SPU2+CPU" :
- Number of voices: ADPCM: 48 channel on SPU2 plus definable by software
- Sampling Frequency: 44,1 kHz or 48 kHz (selectable)

### I/O Processor
- CPU Core: Current PC CPU
- Clock Frequency: 33,8 MHz or 37,5 MHz (selectable)
- Sub Bus: 32 Bit

### Media
- DVD

## Liste des jeux
| Titre                                                   | Développeur                       | Éditeur | Système          | Genre             | Date |
| ------------------------------------------------------- | --------------------------------- | ------- | ---------------- | ----------------- | ---- |
| Alien Sniper                                            | Namco                             | Namco   | System 246       | Light gun shooter | 2002 |
| Alpine Racer 3                                          | Namco                             | Namco   | System 246       | Sport : Ski alpin | 2002 |
| Battle Gear 3 (en)                                      | Taito                             | Namco   | System 246       | Course            | 2002 |
| Battle Gear 3 Tuned (en)                                | Taito                             | Namco   | System 246       | Course            | 2003 |
| Bloody Roar 3                                           | Eighting / Hudson Soft            | Namco   | System 246       | Combat            | 2001 |
| Capcom Fighting All Stars                               | Capcom                            | Namco   | System 246       | Combat            | 2002 |
| Capcom Fighting Jam                                     | Capcom                            | Namco   | System 246       | Combat            | 2004 |
| Chokosoku Card Racer                                    | Capcom                            | Capcom  | System 246       | Course            | 2007 |
| Cobra: The Arcade                                       | Namco                             | Namco   | System 246       | Light gun shooter | 2004 |
| Dragon Chronicles                                       | Namco                             | Namco   | System 246       |                   | 2002 |
| Dragon Chronicles II                                    | Namco                             | Namco   | System 246       |                   | 2003 |
| Druaga Online : The Story of Aon                        | Sega                              | Sega    | System 256       | Labyrinthe        | 2005 |
| Gun Survivor 3: Dino Crisis                             | Namco / Capcom                    | Namco   | System 246       | Light gun shooter | 2002 |
| Fate/unlimited codes                                    | Capcom / Type-Moon / Cavia / 8ing | Namco   | System 246       | Combat            | 2008 |
| The Idolmaster                                          | Namco                             | Namco   | System 246       | Rythme            | 2004 |
| Kinnikuman Muscle Grand Prix                            | Banpresto                         | Namco   | System 256       | Combat            | 2006 |
| Kinnikuman Muscle Grand Prix 2                          | Banpresto                         | Namco   | System 256       | Combat            | 2007 |
| Medal No Tatsujin                                       | Namco                             | Namco   | System 147       | Rythme            | 2005 |
| Medal No Tatsujin 2                                     | Namco                             | Namco   | System 147       | Rythme            | 2006 |
| Minnade Kitaeru Zennou Training                         | Namco                             | Namco   | System 246       |                   | 2006 |
| Mobile Suit Gundam SEED: Federation vs. Z.A.F.T.        | Capcom / Bandai                   | Namco   | System 246       | Light gun shooter | 2005 |
| Mobile Suit Gundam: Gundam vs. Gundam                   | Capcom / Banpresto                | Namco   | System 256       | Combat            | 2008 |
| Mobile Suit Gundam: Gundam vs. Gundam Next              | Capcom / Banpresto                | Namco   | System 256       | Combat            | 2009 |
| Mobile Suit Gundam SEED: Federation vs. Z.A.F.T. II     | Capcom / Bandai                   | Namco   | System 246       | Light gun shooter | 2006 |
| Mobile Suit Z-Gundam: AEUG vs. Titans                   | Capcom / Banpresto                | Namco   | System 246       | Light gun shooter | 2003 |
| Mobile Suit Z-Gundam: AEUG vs. Titans DX                | Capcom / Banpresto                | Namco   | System 256       | Light gun shooter | 2004 |
| Pac-Man Battle Royale                                   | Namco                             | Namco   | System 147       | Labyrinthe        | 2011 |
| Pride GP: Grand Prix 2003                               | Capcom                            | Namco   | System 246       | Combat            | 2003 |
| Professional Baseball 2002                              | Namco                             | Namco   | System 246       | Sport : baseball  | 2002 |
| Quiz Mobile Suit Gundam: Tou. Senshi                    | Banpresto                         | Namco   | System 246       | Réflexion : quiz  | 2006 |
| Raizin Ping Pong                                        | Taito                             | Namco   | System 246       | Sport : Ping pong | 2001 |
| Ridge Racer V Arcade Battle                             | Namco                             | Namco   | System 246       | Course            | 2001 |
| Mega Man EXE Battle Chip Stadium                        | Capcom                            | Namco   | System 246       |                   | 2006 |
| Samurai Surf X                                          | Namco                             | Namco   | System 246       | Sport : Surf      | 2002 |
| Sengoku Basara X                                        | Capcom / Arc System Works         | Namco   | System 246       | Combat            | 2007 |
| Smash Court Tennis Pro Tournament (en)                  | Namco                             | Namco   | System 246       | Sport : Tennis    | 2002 |
| Soul Calibur II                                         | Namco                             | Namco   | System 246       | Combat            | 2002 |
| Soul Calibur II Rev. D                                  | Namco                             | Namco   | System 246       | Combat            | 2002 |
| Soul Calibur III                                        | Namco                             | Namco   | System 246       | Combat            | 2005 |
| Soul Calibur III Arcade Edition                         | Namco                             | Namco   | System 246       | Combat            | 2005 |
| Starblade: Operation Blue Planet                        | Namco                             | Namco   | System 246       | Rail shooter      | 2002 |
| Super Dragonball Z                                      | Banpresto / Spike                 | Namco   | System 256       | Combat            | 2005 |
| Taiko no Tatsujin 7                                     | Namco                             | Namco   | System 246       | Rythme            | 2005 |
| Taiko no Tatsujin 8                                     | Namco                             | Namco   | System 246       | Rythme            | 2006 |
| Taiko no Tatsujin 9                                     | Namco                             | Namco   | System 256       | Rythme            | 2006 |
| Taiko no Tatsujin 10                                    | Namco                             | Namco   | System 256       | Rythme            | 2007 |
| Taiko no Tatsujin 11                                    | Namco                             | Namco   | System 256       | Rythme            | 2008 |
| Taiko no Tatsujin 12                                    | Namco                             | Namco   | System 256       | Rythme            | 2008 |
| Taiko no Tatsujin 12 More                               | Namco                             | Namco   | System 256       | Rythme            | 2009 |
| Taiko no Tatsujin 13                                    | Namco                             | Namco   | System 256       | Rythme            | 2009 |
| Taiko no Tatsujin 14                                    | Namco                             | Namco   | System 256       | Rythme            | 2010 |
| Technic Beat                                            | Arika                             | Namco   | System 246       | Rythme            | 2002 |
| Tekken 4                                                | Namco                             | Namco   | System 246       | Combat            | 2001 |
| Tekken 5                                                | Namco                             | Namco   | System 256       | Combat            | 2004 |
| Tekken 5: Dark Resurrection                             | Namco                             | Namco   | System 256       | Combat            | 2005 |
| Tekken 5.1                                              | Namco                             | Namco   | System 256       | Combat            | 2005 |
| The Battle of Yu Yu Hakusho: Shitou! Ankoku Bujutsukai! | Banpresto                         | Namco   | System 256       | Combat            | 2006 |
| Time Crisis 3                                           | Namco                             | Namco   | System 246       | Light gun shooter | 2002 |
| Time Crisis 4                                           | Namco                             | Namco   | Super System 256 | Light gun shooter | 2006 |
| Vampire Night                                           | Namco / Sega / Wow Entertainment  | Namco   | System 246       | Light gun shooter | 2000 |
| Wangan Midnight                                         | Namco                             | Namco   | System 246       | Course            | 2001 |
| Wangan Midnight R                                       | Namco                             | Namco   | System 246       | Course            | 2002 |
| Zoids Infinity                                          | Taito                             | Namco   | System 246       | Light gun shooter | 2004 |